# Cherche fiancé tous frais payés
Pour plus de détails, voir Fiche technique et Distribution.
Cherche fiancé tous frais payés est un film français d'Aline Issermann réalisé en 2005, sorti en salles en France le 27 juin 2007.

## Synopsis
Alexandra, 30 ans, s'apprête à passer ses vacances en famille en Bretagne. Au moment de partir, elle apprend que sa mère a également invité son ex, accompagné d'une jolie fiancée. Dans un café, elle croise un acteur au chômage qu'elle engage pour tenir le rôle du fiancé, comme ça, elle pourra affronter son ex normalement. Seulement, les péripéties ne sont pas finies.

## Fiche technique
- Titre : Cherche fiancé tous frais payés
- Réalisation : Aline Issermann
- Scénario : Jean-Luc Estèbe, Aline Issermann et Brice Ceccaldi
- Musique : Minino Garay
- Montage : Judith Rivière Kawa
- Production : Laurent Pétin et Michèle Pétin
- Société de production : ARP Sélection et Edelweiss
- Société de distribution : ARP Sélection (France)
- Pays :  France
- Genre : comédie romantique
- Durée : 92 minutes
- Dates de sortie : 
  -  France : 27 juin 2007[2],[3]

## Distribution
- Alexandra Lamy : Alexandra
- Bruno Salomone : Yann / Manuel
- Claudia Cardinale : Elisabeth
- Isabelle Gélinas : Marie
- Gilles Gaston-Dreyfus : Bernard
- Mathias Mlekuz : Christian
- Rachida Khalil : Vanessa
- Mélissa Verstraeten : Églantine
- Zélie Jobert : Marion
- Blandine Bellavoir : Paloma
- Christian Brendel : François
- Jean-Claude Adelin : Gérard
- Jacques Zabor : Le directeur
- Hugues Boucher : Le DJ
- Jean Dujardin : L'animateur de boite de nuit

## Production

### Tournage
Une partie du film a été tournée à la villa Prieuré Saint-Georges de Batz-sur-Mer.